# Neohydatothrips gracilipes
Neohydatothrips gracilipes är en insektsart som först beskrevs av Ian A. Hood 1924.  Neohydatothrips gracilipes ingår i släktet Neohydatothrips och familjen smaltripsar. Inga underarter finns listade i Catalogue of Life.